# 마티야 네나도비치
마티야 네나도비치(세르비아어: Матија Ненадовић, 1777년 12월 12일 ~ 1854년 12월 11일)는 오스만 제국의 지배 하에 있던 세르비아에서 19세기 초 민족주의와 자주독립의 열망이 고조되던 격동의 시대에 태어나 성직자자 정치인, 외교관, 군사 지도자, 혁명가로서 활약하며 세르비아 최초의 임시정부인 루도프 아사프리와 행정부인 프라보이틀수이 소베트의 창설에 기여하고 특히 1805년 카라조르제 페트로비치가 주도한 제1차 세르비아 봉기의 중심인물 중 하나로서 외무 담당관이자 행정 수반의 역할을 수행하며 세르비아 현대 정치체제의 기틀을 마련한 인물로 평가받으며, 그는 주로 오스만 제국과의 외교 및 군사 문제를 조율하고 봉기군과 민중의 지지를 이끌어내는 데 결정적인 영향을 미쳤을 뿐만 아니라 그의 뛰어난 언변과 설득력은 각지의 세르비아 귀족들과 민중을 하나로 결집시키는 원동력이 됐고, 이후에는 오스트리아 제국 및 러시아 제국과의 외교 채널을 개척하며 세르비아의 국제적 위상을 높이는 데도 기여했으며 성직자 집안 출신으로서 정교회의 영향력 속에서도 세속 행정과 정치적 독립성을 추구했던 그는 1805년 세르비아 역사상 최초의 실질적 총리로 간주되는 자리에 올라 정치와 외교, 군사를 총괄하며 국가 재건을 위한 제도적 기반 마련에 매진했고, 봉기의 실패 이후에도 망명지인 러시아 등지에서 외교적 활동을 계속하며 세르비아 민족의 독립 의지를 국제사회에 호소했고, 훗날 세르비아로 귀환한 후에도 정치적 영향력을 유지하며 국가의 장기적이고 자주적 발전을 위한 조언자로 활동하다가 1854년 12월 11일 76세의 나이로 생을 마감한 그는 세르비아의 독립과 근대화 입헌정치의 토대를 닦은 선구자로서 오늘날까지도 세르비아의 역사상 중요한 인물로 기억되고 있다.

## 생애

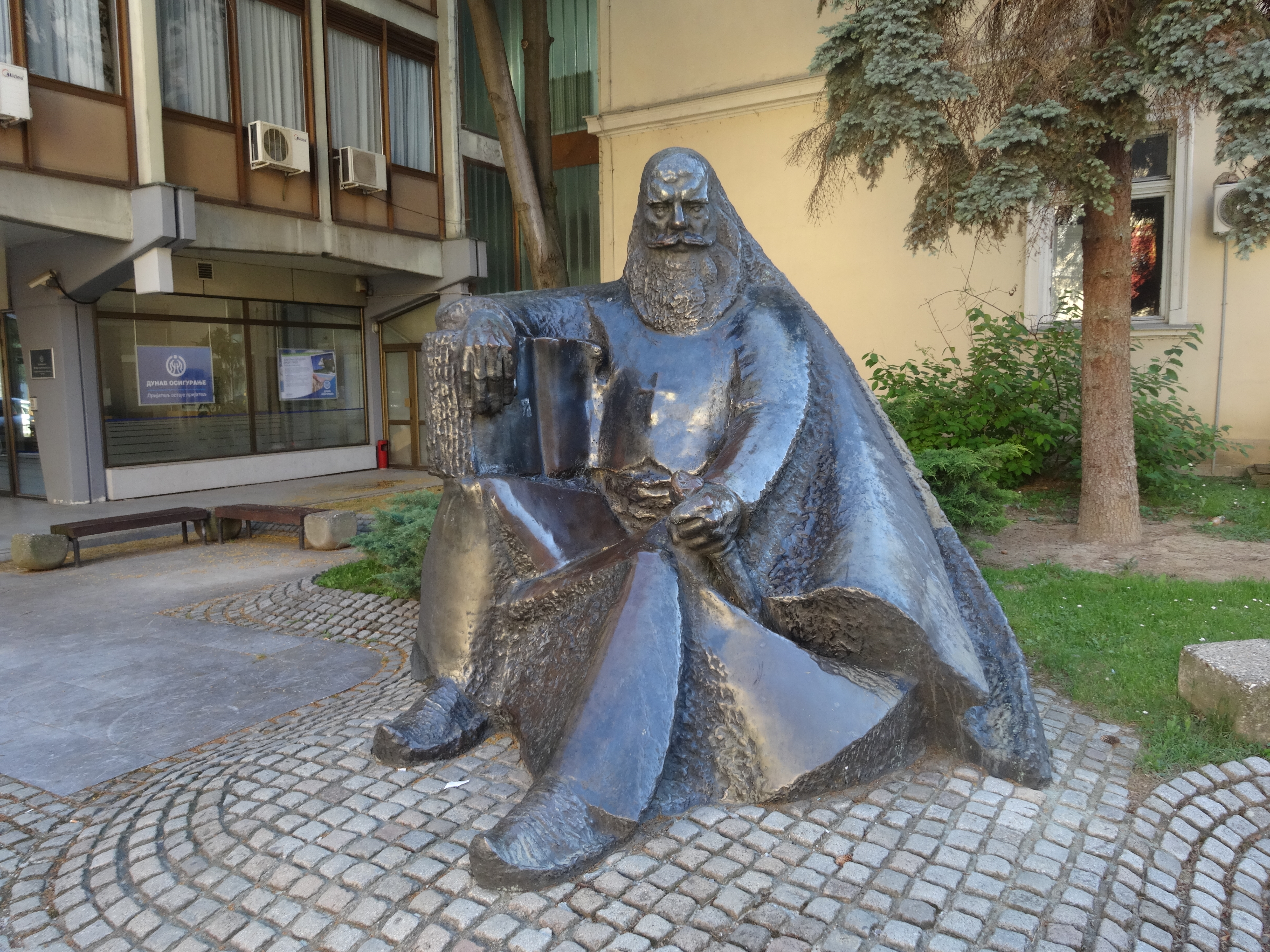
발레보에 있는 마티야 네나도비치 총리의 조각상

마티야 네나도비치는 1777년 12월 12일 오스만 제국의 지배 아래 있던 발리예보 인근 브란코비나에서 태어나 종교적 억압과 민족적 억압 속에서도 교육과 신앙, 독립에 대한 열망을 품고 성장했으며, 어린 시절부터 사촌인 카라조르제 페트로비치와 밀접한 관계를 유지하며 정치적 감각과 군사적 감각을 키웠고, 그의 아버지인 알렉사 네나도비치는 지역 사회에서 존경받던 장로이자 종교인이었으며, 이러한 가문적 배경은 마티야 네나도비치에게 성직자로서의 소명 의식을 심어줬고 그로 하여금 세르비아 정교회 신학과 성경, 철학, 고전 언어에 대한 깊은 지식을 쌓게 만들었으며, 마티야 네나도비치는 교회 교육을 받은 뒤 신부가 되어 지역 교구에서 사목 활동을 펼치던 중 1804년에 발생한 제1차 세르비아 봉기에 참여하여 민중을 결집하고 외교적 협상과 행정 체계를 구성하는 데 주도적 역할을 하게 됐고 봉기 초기에는 성직자로 종교적 정당성을 제공하는 데 그쳤지만 곧 카라조르제에 의해 혁명 정부의 실질적 지도자로 발탁되어 1805년에는 세르비아 최초의 행정부인 프라보이틀수이 소베트의 수장으로 임명됐으며, 이는 곧 세르비아 역사상 총리 역할을 수행한 첫 사례로 간주된다. 
그는 총리 재임 중 외교, 내정, 군사, 재정 등 전반적 국가 운영을 조율하며 러시아 제국, 오스트리아 제국 등 외세와의 외교 접촉을 시도했고, 특히 오스만 제국에 맞서기 위한 국제적 지지 확보에 주력했으며 동시에 세르비아 내의 자치 행정을 정비하고 성문법의 기초를 마련하는 등 근대 국가로서의 제도화를 추진했으며 이는 후일 세르비아 헌법 제정과 입헌군주제 수립의 전조가 됐고, 비록 제1차 봉기는 1813년 오스만 제국의 반격으로 실패했으나 그는 망명지인 러시아에서 외교적 활동을 지속하며 세르비아 문제를 국제무대에 알리는 데 헌신했으며, 이후 귀국한 그는 정치적 조언자이자 민족주의 이념의 전파자로서 활동하며 세르비아 사회 전반에 깊은 영향을 미쳤고, 특히 그의 자서전적 저작물인 네나도비치의 회고록은 세르비아 문학과 역사 서술에서 중요한 문헌으로 간주되며, 당시의 정치 상황, 민중의 삶, 종교적 긴장, 외교 전략 등을 생생하게 전해주는 귀중한 1차 사료로 평가받는다.
그의 종교는 세르비아 정교회였으며 성직자로서의 정체성을 평생 유지했으며 정치적 활동 속에서도 도덕적 신념과 종교적 가치관을 결코 저버리지 않았고, 학문적으로는 교회 교육을 받은 이외에도 자국 역사, 고전문학, 외교술, 군사 전략 등 다방면에 정통한 지식인이었으며, 그의 경력은 단순한 성직자를 넘어 총리, 외교관, 작가, 행정가, 군사 전략가로서 다면적이며, 이러한 활동은 모두 세르비아 민족의 자치와 독립을 향한 열망에서 비롯된 것이었다.
그는 1854년 12월 11일 76세의 나이로 세르비아에서 사망했으며, 사망의 직접적 원인은 노환과 병약함으로 알려져 있으며, 그의 유해는 고향 브란코비나 인근에 안장됐고, 그의 묘지는 현재 세르비아 민족주의의 상징적 유산으로 보존되고 있으며 많은 사람들이 그의 애국심과 헌신을 기리기 위해 참배하고 있다. 그는 세르비아 독립운동사에서 가장 상징적 인물 중 하나로 평가되며, 입헌정치 국가 자치의 기틀을 마련한 선구자로서 후세에 지대한 영향을 끼쳤고, 그의 저술과 정치적 유산은 오늘날까지도 세르비아 학계, 정치계, 종교계에서 인용되고 있으며, 마티야 네나도비치는 민중의 지도자, 종교인, 외교관, 그리고 역사의 증언자로서 세르비아의 근대사를 대표하는 인물로 확고히 자리매김하고 있다.

## 같이 보기
- 세르비아의 총리
- 제1차 세르비아 봉기

|  | 제1대 세르비아의 총리 1805년 8월 27일 ~ 1807년 4월 24일 | 후임 믈라덴 밀로바노비치 |